# Ludwig Nicolaus von Scheele

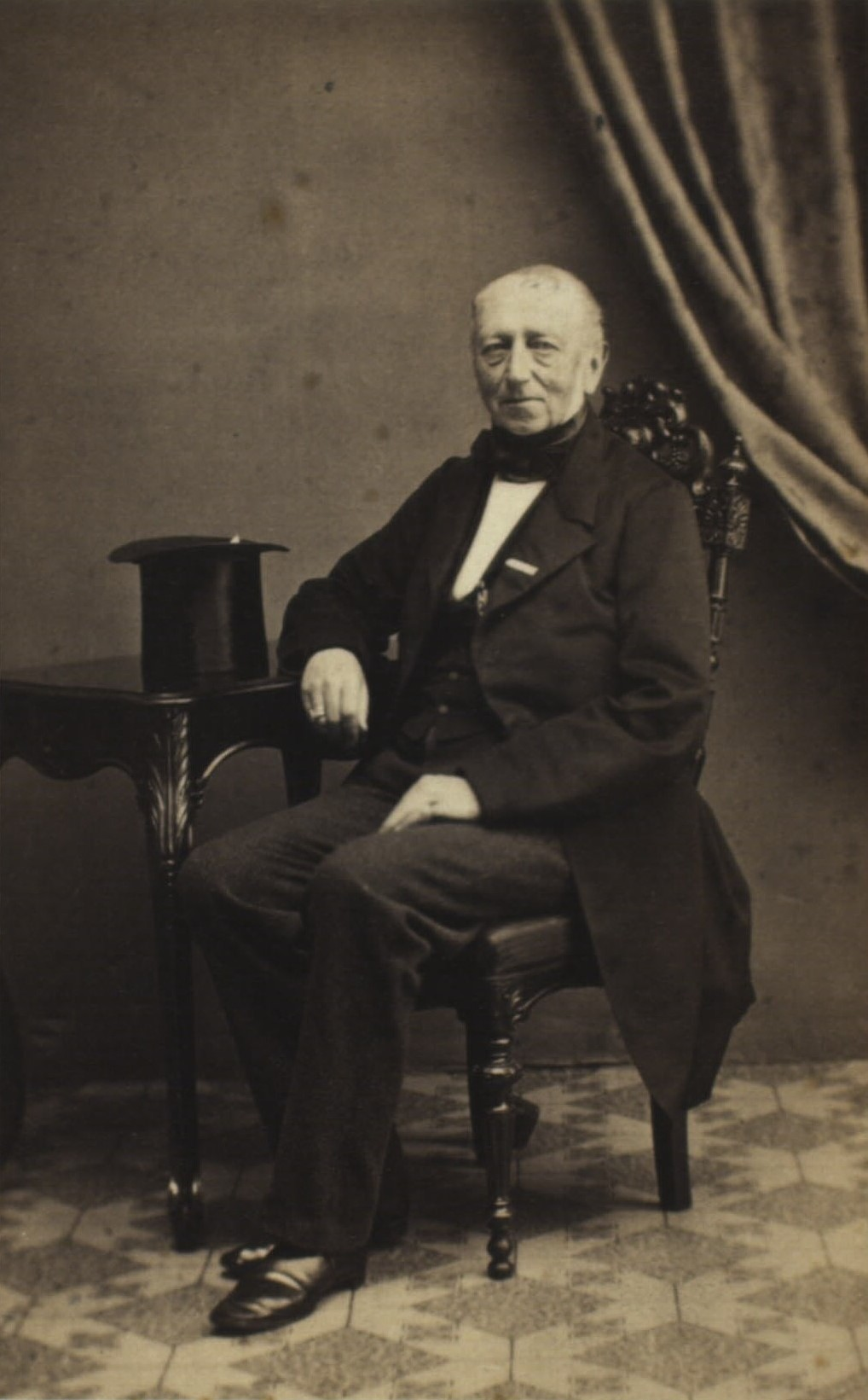
Ludwig Nicolaus von Scheele

Ludwig (Ludvig) Nicolaus von Scheele (* 14. Oktober 1796 in Itzehoe als von Scheel; † 1. Januar 1874 in Kopenhagen) war ein deutsch-dänischer Jurist und Politiker. Er diente dem dänischen Königreich unter anderem als Außenminister und Minister für Holstein und Lauenburg.

## Leben
Scheele entstammte der deutsch-dänischen Offiziersfamilie Scheel und wuchs in Itzehoe, Uetersen und Rendsburg auf. Sein Vater war der Offizier und Kammerherr Benedictus Ferdinand Scheel (1749–1827), seine Mutter war dessen Gattin Martha Charlotte Elisabeth, geborene Wiebel (1760–1837). Am 22. Juni 1827 heiratete Scheel Sarah Margarethe Markoe (1806–1876), Tochter des Plantagenbesitzers  Peter Abraham Markoe.
1813 bis 1815 ging Scheele in Hamburg aufs Gymnasium und wurde 1816 Student in Kiel, 1817 studierte er in Göttingen, 1818 in Heidelberg. In Göttingen wurde er Mitglied des Corps Vandalia Göttingen. 1827 wurde er Amtmann von Hütten und 1831 von Gottorf, war von 1846 bis 1848 Präsident der schleswig-holsteinischen Regierung und von 1852 bis 1863 war er letzter dänischer Landdrost der Herrschaft Pinneberg. Vom 12. Dezember 1854 bis zum 17. April 1857 war Scheele Minister für Holstein und Lauenburg, vom 18. Januar 1855 bis zum 17. April 1857 Außenminister im Kabinett Andræ. Als Außenminister folgte ihm Ove Wilhelm Michelsen, als Minister für Holstein und Lauenburg Carl Lundbye nach. Bis 1855 nannte er sich „von Scheel“.
1861 bis 1864 war Scheel königlich-dänischer Oberpräsident in Altona.
1822 wurde Scheele zum Kammerjunker, 1829 zum Kammerherrn ernannt. 1848 wurde er Geheimkonferenzrat, 1857 Ordensvizekanzler, 1831 Geheimstaatsminister, 1840 Dannebrogsmann, 1845 Kommandeur des Dannebrogordens, dessen Großkreuz er 1857 erhielt. 1854 erhielt Scheel den Elefanten-Orden.